# 奧斐爾鎮區 (伊利諾伊州拉薩爾縣)
奧斐爾鎮區（英語：Ophir Township）是位於美國伊利諾伊州拉薩爾縣的一個行政鎮區。

## 地方資料
根據2010年美國人口普查的數據，奧斐爾鎮區的面積為88.00平方千米，當中陸地面積為87.90平方千米，而水域面積為0.10平方千米。當地共有人口494人，而人口密度為每平方千米5.61人。